# 1932
Het jaar 1932 is een jaartal volgens de christelijke jaartelling.

## Gebeurtenissen
Voor een veel groter overzicht van de gebeurtenissen in 1932 kunt u de maandpagina's raadplegen:
januari
- 2 - Japanse troepen veroveren Jinzhou, waarmee heel Mantsjoerije in hun handen is.
- 28 - Japan valt de Chinese binnenstad van Shanghai binnen.
- 30 - Chiang Kai-shek, de Chinese regeringsleider, verplaatst tijdelijk zijn regering van Nanking naar Luoyang, aangezien Nanking een doelwit kan worden van de Japanners vanwege de nabijheid van Shanghai.

februari
- 1 - De Nederlands-Indische Gas Maatschappij opent bij Paramaribo de eerste elektriciteitscentrale van Suriname.
- 2 - Aan de Surinaamsche Waterleiding Maatschappij wordt concessie verleend voor de aanleg en exploitatie van een waterleidingnet in de stad Paramaribo.
- 2 - Te Genève wordt de Ontwapeningsconferentie geopend. Ze moet tot algemene ontwapening leiden.
- 4 - De gouverneur van New York, Franklin Delano Roosevelt, opent de Olympische Winterspelen in Lake Placid.
- 7 - De natuurkundige James Chadwick publiceert voor het eerst over het neutron, in het tijdschrift Nature.
- 18 - Mantsjoerije verklaart zich onafhankelijk, met ex-keizer Pu Yi als staatshoofd (zie Mantsjoekwo). Mantsjoekwo is een Japanse vazalstaat en wordt door andere landen niet erkend. Het rapport van de commissie-Lytton is vernietigend over Japan, maar het land weigert toe te geven. Japan dreigt uit de Volkenbond te stappen.
- Ook rond Shanghai raken China en Japan in oorlog. Hier is echter bemiddeling effectief en de Japanners keren uiteindelijk terug naar hun eigen gebiedje in de internationale concessie.
- Bolivia en Paraguay raken in gewapend conflict over de Gran Chaco-regio, zie Chaco-oorlog. Meerdere pogingen om de beide landen te bewegen tot een diplomatieke oplossing van het conflict te komen, zijn niet effectief.

maart
- 1 - De Britse regering maakt een einde aan de vrijhandel en voert een reeks protectionistische handelsmaatregelen door.
- 9 - In Ierland komt een meer nationalistische regering aan de macht, onder Éamon de Valera. Deze wenst onder meer de eed van trouw aan de Britse Kroon af te schaffen. Het verbod op republikeinse organisaties zoals de IRA wordt opgeheven.

april
- 5 - Na vijf maanden gaan de Twentse textielarbeiders weer aan het werk. De opgelegde loonsverlagingen worden noodgedwongen geslikt.
- 5 - Het Nieuw-Zeelandse renpaard Phar Lap sterft in Californië aan vergiftiging door arseen
- 6 - In Siam wordt het 150-jarig bestaan gevierd van de Chakri-dynastie.
- 10 - Bij de verkiezingen voor Rijkspresident krijgt Adolf Hitler veel stemmen, maar delft het onderspit tegen zittend president Paul von Hindenburg.

mei
- 9 Voor het eerst zit een vrouw de Amerikaanse Senaat voor: senator Hattie Caraway van Arkansas.
- 12 - Tien weken na zijn kidnapping wordt het zoontje van Charles Lindbergh dood teruggevonden.
- 23 - Werkeloze veteranen uit de Eerste Wereldoorlog, bekend als het Bonus Army, beginnen met de bouw van een Hooverville in Washington D.C..
- 28 - In Nederland wordt het laatste gat in de Afsluitdijk gedicht. De afsluiting van de Zuiderzee is daarmee voltooid. Het afgesloten deel wordt het IJsselmeer, het overblijvende deel de Waddenzee.
- 31 - Na onenigheid met Von Hindenburg valt het kabinet-Brüning II.

juni
- 1 - Er wordt in Duitsland een nieuw kabinet gevormd, geleid door Franz von Papen (zie kabinet-Papen), buitenparlementair en van rechtse signatuur. De Rijksdag wordt ontbonden en nieuwe verkiezingen worden uitgeschreven.
- 17 - Op de Herstelconferentie te Lausanne worden de Duitse schulden opgeschort, zij het dat in het akkoord van vertrouwen aangegeven wordt, dat ratificatie pas plaatsvindt als ook de oorlogsschulden met de VS geregeld zijn. President Herbert Hoover is niet bereid tot het verder opschorten van de oorlogsschulden, maar wel tot onderhandelingen over een regeling. Deze onderhandelingen verlopen stroef door een gebrekkige samenwerking tussen Hoover en toekomstig president Franklin Delano Roosevelt.
- 20 - De nieuwe Duitse Rijkskanselier Von Papen eist dat het artikel over de Duitse herstelbetalingen wordt geschrapt uit het Verdrag van Versailles. Hierdoor dreigt de conferentie te mislukken.

juli
- 8 - In de Verenigde Staten bereikt de Dow Jones Index een laagste stand aller tijden van 41,22 punten.
- 18 - Nederland, België en Luxemburg tekenen het verdrag van Ouchy ter verlaging van de onderlinge invoerrechten.
- 20 - Rijkskanselier Von Papen wordt in een noodverordening tot Reichskommissar van Pruisen benoemd, met verreikende volmachten, zo kan hij Pruisische ministers ontslaan en door hemzelf gekozen personen vervangen. Ondanks Pruisische protesten wordt de actie als grondwettig beschouwd door het Rijksgerechtshof. Von Papen gebruikt zijn bevoegdheden onder meer voor het samenvoegen van Pruisische en rijksministeries, daarmee de autonomie van Pruisen binnen het Duitse Rijk opheffend.
- 30 - De Olympische Zomerspelen worden geopend in Los Angeles. Voor het eerst is een Olympisch dorp gebouwd, dat overigens alleen voor de mannelijke deelnemers gebruikt wordt.
- 31 - Bij de Rijksdagverkiezingen groeit de NSDAP (nazipartij) opnieuw en wordt met 230 zetels (+123) de grootste fractie. Ze verkrijgt echter geen meerderheid in de nieuwe Rijksdag. Winst is er opnieuw ook voor de Communistische Partij van Duitsland (KPD).

augustus
- 6 - De snelweg Keulen - Bonn, de eerste Duitse Autobahn, wordt geopend door burgemeester Adenauer van Keulen.
- 10 - Speelgoedfabrikant Lego wordt opgericht.
- 10 -  In Spanje vindt een staatsgreep plaats, uit onvrede over de militaire hervormingen en het voornemen van de regering om autonomie te verlenen aan Catalonië en Baskenland. Deze opstand vindt plaats in Sevilla en Madrid, maar wordt neergeslagen.
- 31 - De Italiaan Alfredo Binda wordt als eerste wielrenner voor de derde keer wereldkampioen op de weg.

september
- 20 - Hernoeming Zuiderzee in IJsselmeer.

oktober
- Wanneer de Britse nationale regering van Ramsay MacDonald het beginsel van vrijhandel de rug toekeert en protectionistische maatregelen invoert, verlaten de liberalen van Herbert Samuel het kabinet. Prompt nemen dissidente liberalen onder leiding van John Simon hun plaats in.
- 3 - Irak wordt onafhankelijk van het Verenigd Koninkrijk.
- 3 - Het Britse dagblad The Times verschijnt voor het eerst in het lettertype Times New Roman.
- 4 - De directeur van de Belgische sterrenwacht, Paul Stroobant, publiceert de uitkomst van nieuwe, nauwkeurige metingen betreffende de plaats en beweging van de zon in de Melkweg.
- 11 - In de Sovjet-Unie worden onder meer Grigori Zinovjev en Lev Kamenev uit de partij gezet omdat zij wetenschap zouden hebben gehad van anti-revolutionaire activiteiten zonder daartegen iets te ondernemen.

november
- 13 - Turkije treedt toe tot de Volkenbond.
- 14 - In de haven van Amsterdam breekt brand uit aan boord van het passagiersschip P.C. Hooft, dat brandend en wel door het Noordzeekanaal naar open zee wordt gesleept en daar geheel uitbrandt.
- 20 - Een aardbeving bij Uden heeft een kracht van 5,0 op de schaal van Richter.
- 27 - Bij de vervroegde Belgische verkiezingen winnen Katholieken en Socialisten, terwijl de Liberalen verlies lijden.
- 29 - Voor het eerst verschijnt de Heilige Maagd Maria in het Belgische stadje Beauraing. Deze verschijning zal zich meer dan dertig maal voordoen, voor het laatst op 3 januari 1933.

december
- 1 - Nadat NSDAP, SDP en Centrumpartij allen niet bereid blijken zijn regering te steunen, treedt Von Papen af. Onderhandelingen met Hitler lopen opnieuw op niets uit (dit keer is Von Hindenburgs wens dat Hitler een Rijksdagmeerderheid zoekt het struikelblok).
- 1 - Het zionistische dagblad The Palestine Post wordt door de uit Oekraïne en de Verenigde Staten afkomstige journalist Gershon Agron opgericht.
- 18 - Het Franse besluit de oorlogsschulden te betalen, leidt tot de val van het kabinet. België en Polen weigeren te betalen.
- 31 - In Soerabaja wordt de Nederlandsch-Indische Vereeniging voor den Afzet van Suiker opgericht om de wereldproductie en -consumptie van suiker te verbeteren en voor het stimuleren van de vrije markt van suiker.

Zonder datum
- Op de Ontwapeningsconferentie is bij het einde van het jaar nog geen duidelijke resolutie aangenomen. Duitsland is van mening dat het vanwege het verdrag van Versailles op het gebied van bewapening is achtergesteld. Het stelt dat als de uitkomst van de conferentie niet is dat de Versailles-normen voor alle landen gelden, Duitsland dit deel van het verdrag van Versailles als niet-meer-geldig zal beschouwen. Duitsland blijft enige tijd weg van de conferentie, totdat dit principe van pariteit (geen striktere eisen voor Duitsland dan voor andere landen) door de voornaamste geallieerden wordt erkend.
- De Volkenbond bemiddelt in een conflict tussen Polen en Danzig.
- Omdat de Sovjetregering veel graan opeist voor de industriegebieden en de export, ontstaat er in de landbouwgebieden, in het bijzonder in Oekraïne, een zware hongersnood.
- De regering van Perzië zegt het concessiecontract van de Anglo-Persian Oil Company op, hopende in nieuwe onderhandelingen gunstiger voorwaarden te kunnen afdwingen. De compagnie en het Verenigd Koninkrijk verklaren de opzegging als onwettig te beschouwen.
- John Cockcroft en Ernest Walton bouwen de eerste atoom-smasher en zetten lithium om in helium.
- De economische crisis leidt tot een toename van het protectionisme: veel landen voeren contingentering (maxima aan de hoeveelheid import) in of verhogen invoerrechten.

## Muziek
- Benjamin Britten componeert het Double Concerto, voor altviool, viool en orkest

### Première
- 22 januari: Lonely waters van Ernest John Moeran
- 10 februari: Winter legends van Arnold Bax
- 16 maart: The Joyce Book is voor het eerst te horen, waaronder Albert Roussels A flower given to my daughter
- 17 oktober: Frank Bridge: Todessehnsucht
- 28 oktober: Igor Stravinsky's Duo concertante voor viool en piano
- 6 november: Gustaaf II Adolf een toneelstuk met muziek van Hugo Alfvén wordt opgevoerd
- 7 december: Natanael Bergs enige Pianoconcert
- 9 december: Albert Roussels Strijkkwartet.

## Beeldende kunst

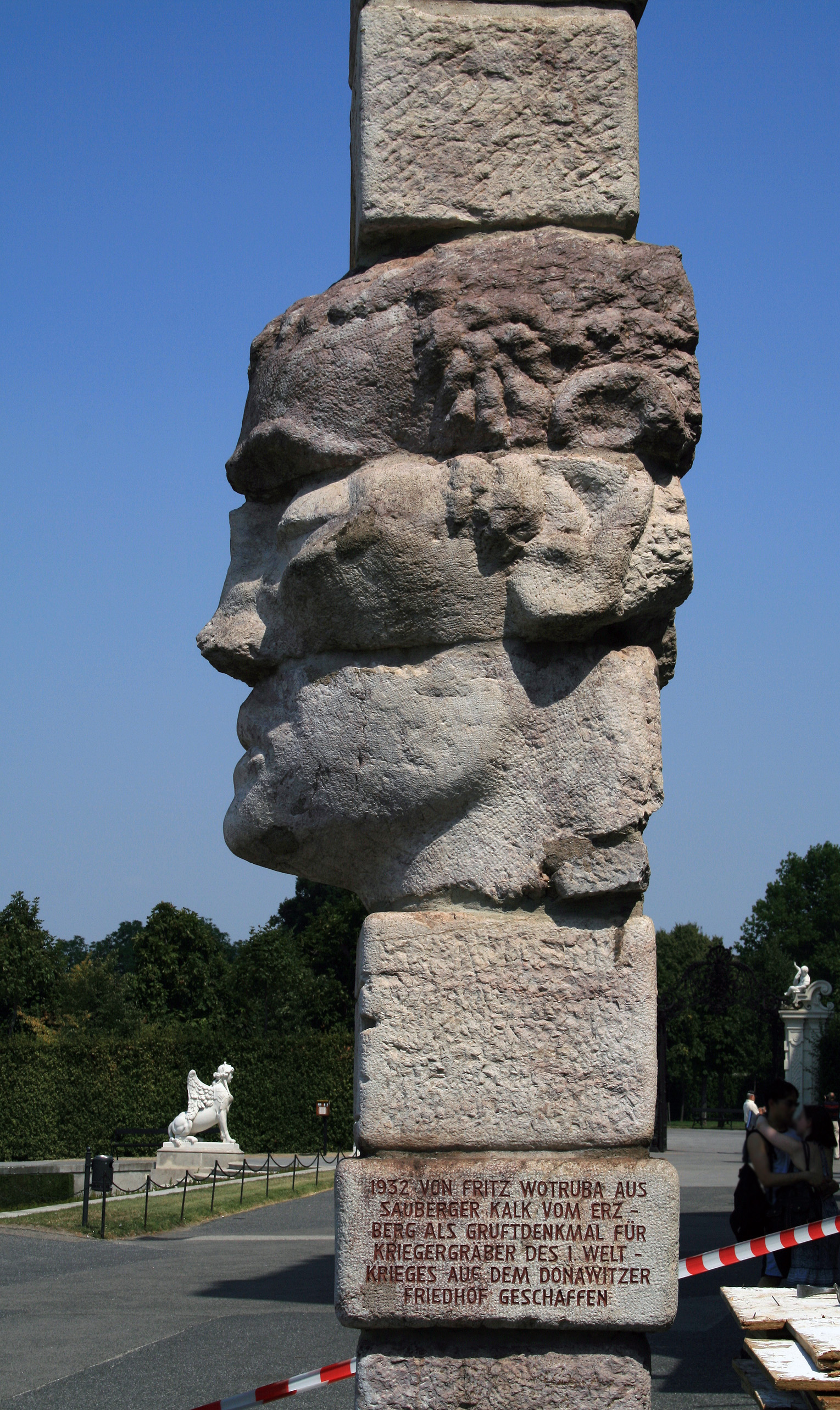
Monument: Mensch, verdamme den Krieg (1932) Fritz Wotruba, Wenen
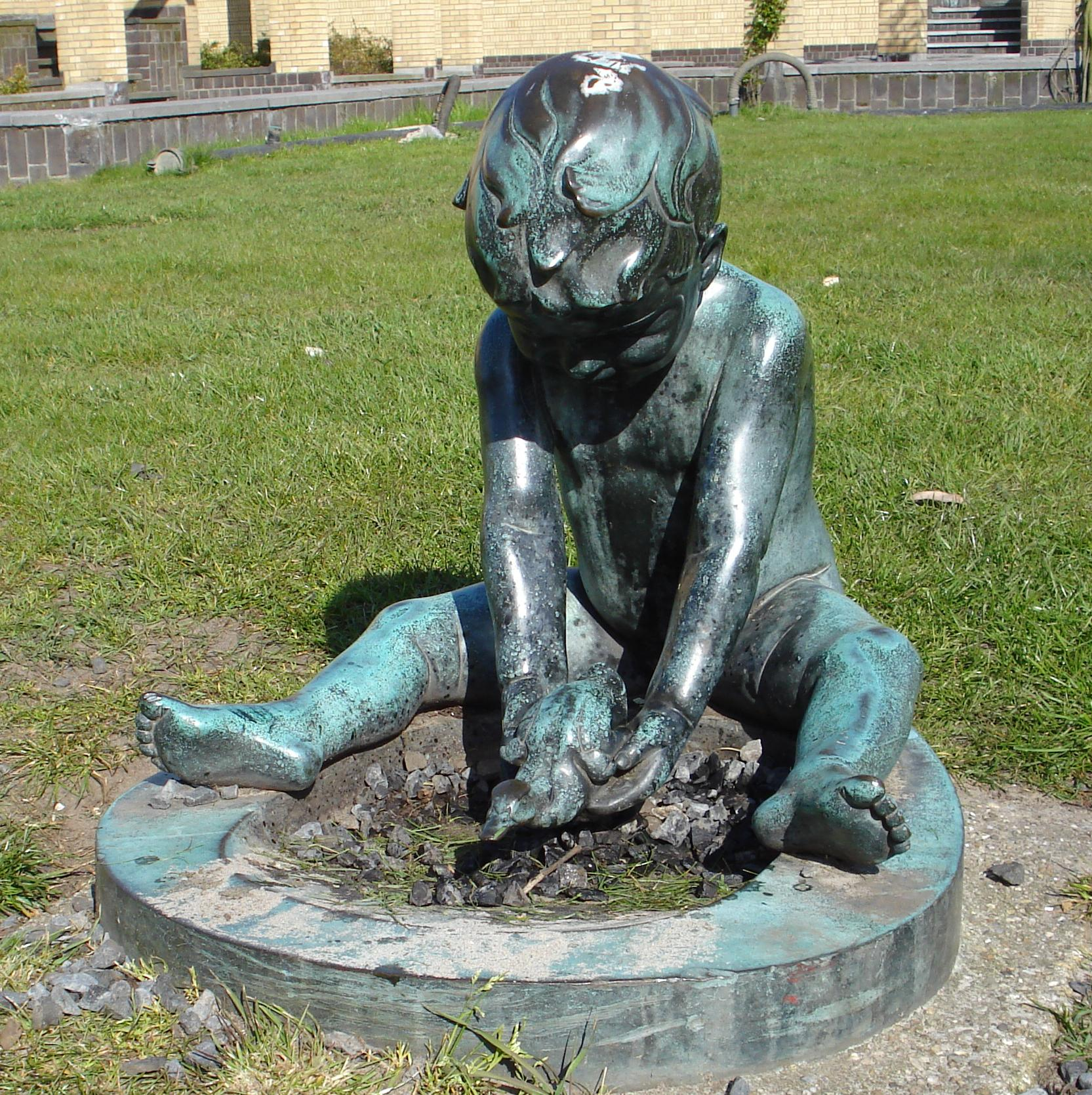
Kind met eend en vogeldrinkbak (1932) Fransje Carbasius, Gemeentemuseum, Den Haag
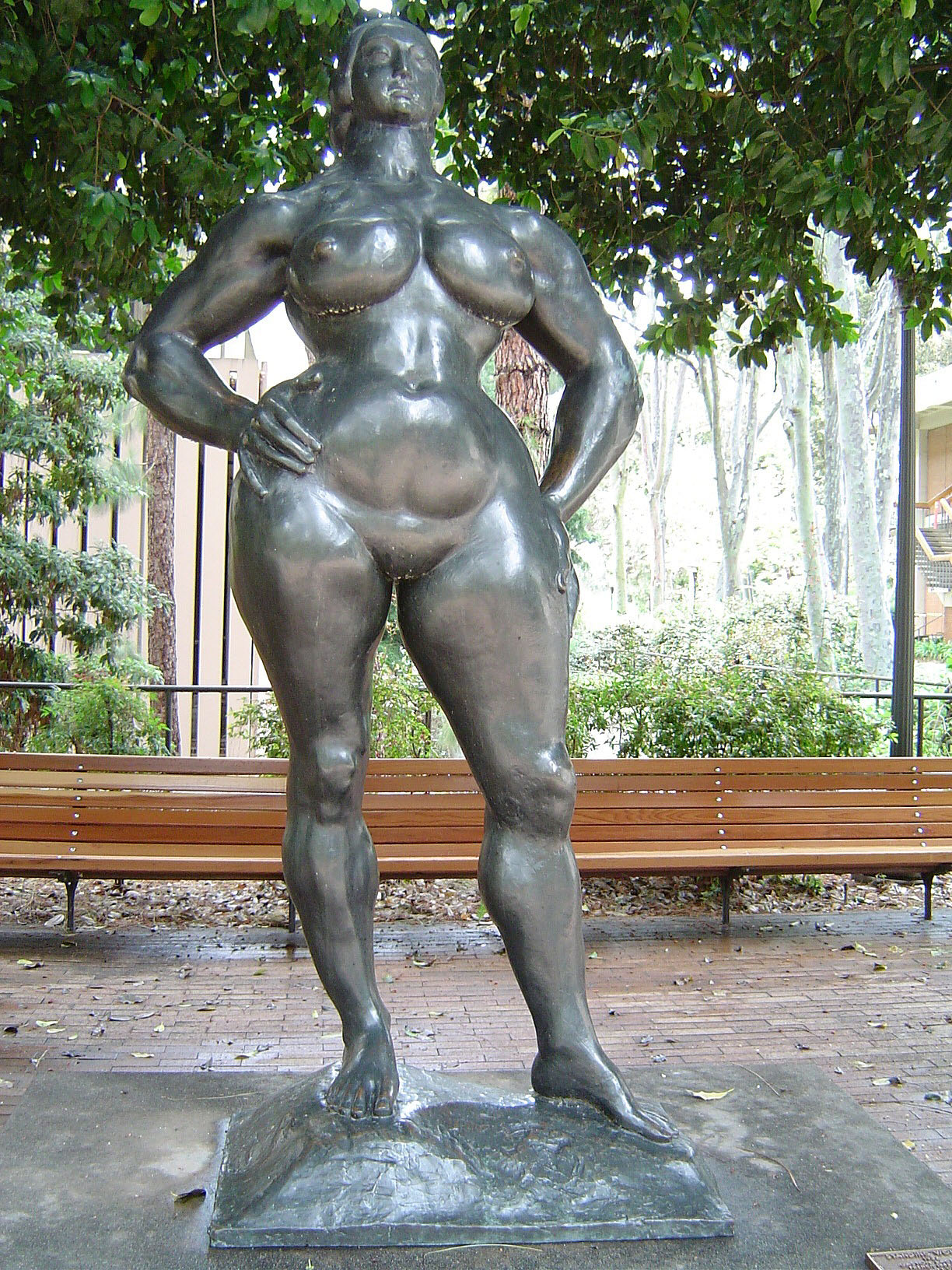
Standing Woman (1932) Gaston Lachaise, Franklin D. Murphy Sculpture Garden, University of California

## Bouwkunst

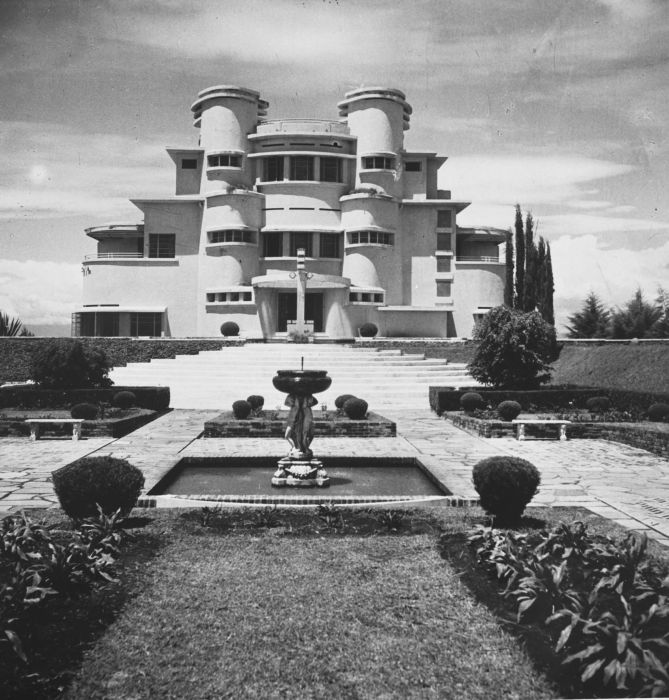
Villa Isola, Bandoeng, Ch. P. Wolff Schoemaker
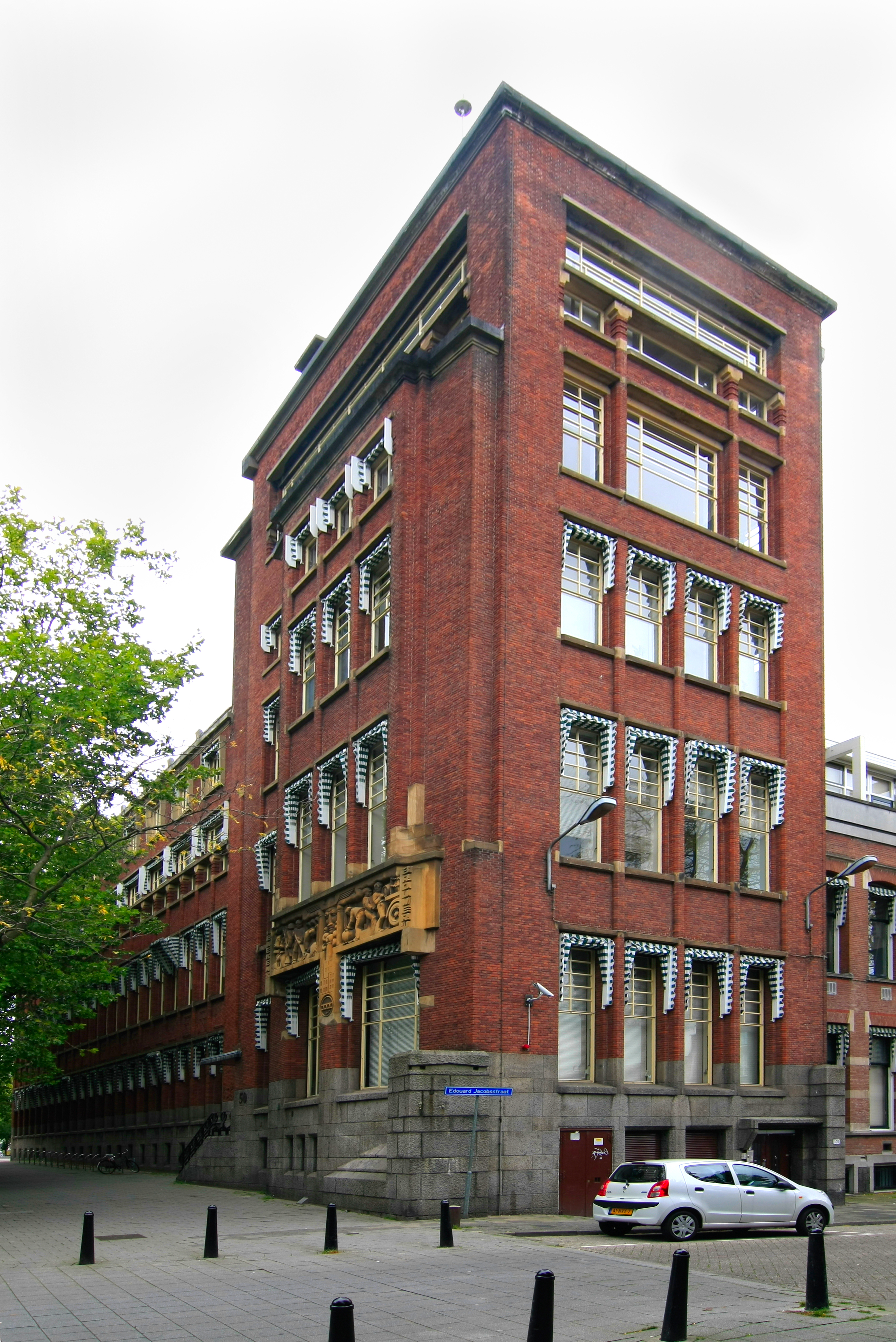
Kantoorgebouw Heineken Rotterdam (1932), Willem Kromhout
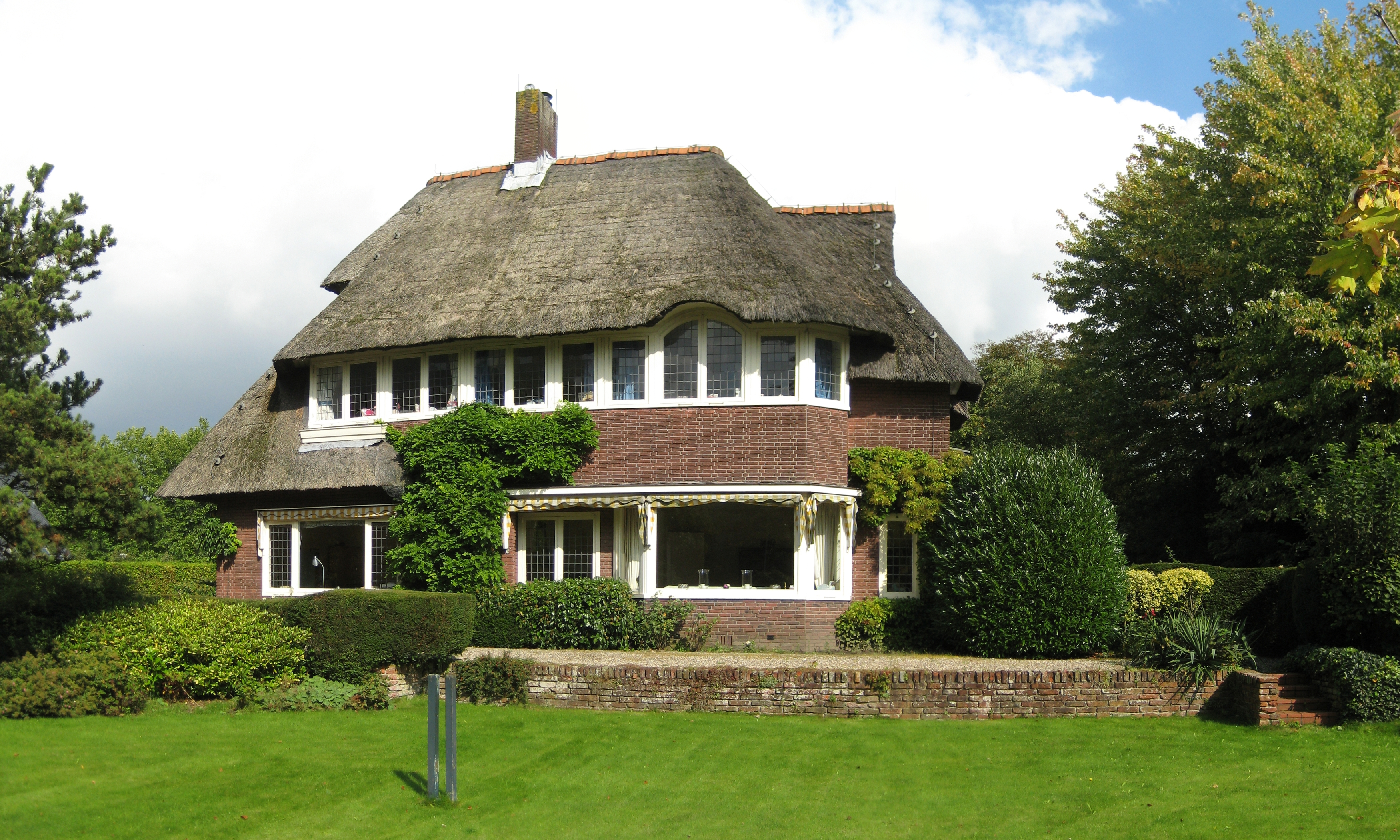
Villa, Haren (1932), C. van der Weele
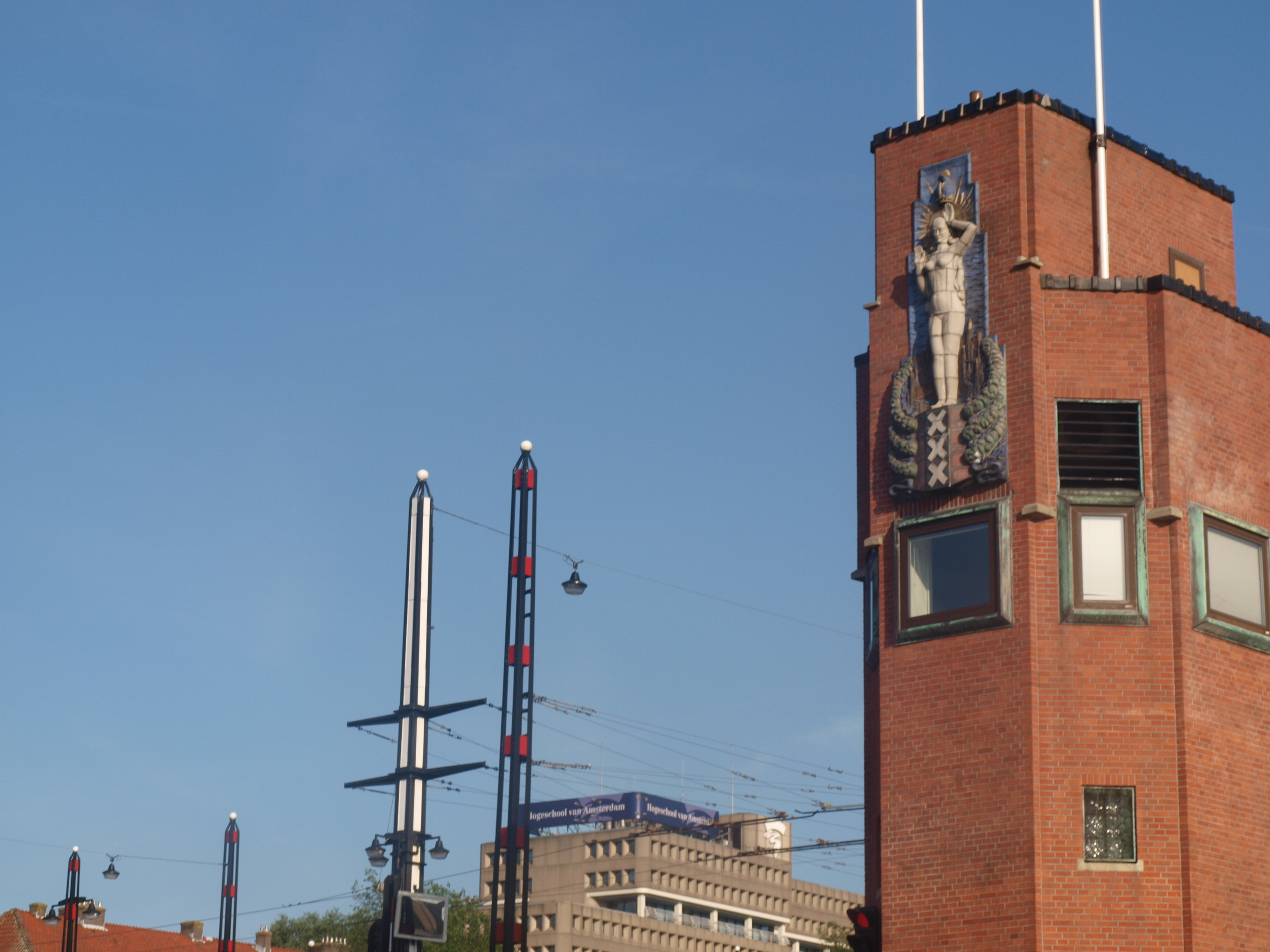
Berlagebrug, Amsterdam-Zuid

## Geboren

### januari
- 2 - Lajos Kalános, Nederlands-Hongaars cameraman (overleden 2013)
- 2 - Jean Little, Canadees kinderboekenschrijfster (overleden 2020)
- 3 - Dabney Coleman, Amerikaans acteur (overleden 2024)
- 4 - Carlos Saura, Spaans filmregisseur (overleden 2023)
- 5 - Umberto Eco, Italiaans schrijver (o.a. De Naam van de Roos) (overleden 2016)
- 6 - Jesús Galdeano, Spaans wielrenner (overleden 2017)
- 7 - Aaïcha Bergamin, Nederlandse transgenderpionier (overleden 2014)
- 7 - Max Gallo, Frans historicus, schrijver en politicus (overleden 2017)
- 7 - Tormod Knutsen, Noors noorse combinatieskiër (overleden 2021)
- 8 - Vladlen Veresjtsjetin, Russisch hoogleraar, rechtsgeleerde en rechter
- 10 - Vainer Aurel, Roemeens politicus en econoom (overleden 2021)
- 10 - Anton Houdijk, Nederlands burgemeester (overleden 2022)
- 12 -  P. Hans Frankfurther, Nederlands filmproducent, activist en publicist (overleden 1996)
- 12 - Alain Teister, Nederlands schrijver en schilder (overleden 1979)
- 13 - Lee Heung-Kam, Chinees actrice en Kantonese operaspeelster (overleden 2021)
- 14 - Antonio Maspes, Italiaans wielrenner (overleden 2000)
- 15 - Enrique Raxach, Spaans-Nederlands componist
- 15 - Carel Jan Schneider, Nederlands schrijver (overleden 2011)
- 15 - Dean Smith, Amerikaans atleet (overleden 2023)
- 18 - Lode Van Outrive, Belgisch politicus (overleden 2009)
- 19 - Richard Lester, Amerikaans-Brits filmregisseur
- 21 - Emilie Benes Brzezinski, Zwitsers-Amerikaans beeldhouwster (overleden 2022)
- 22 - Edward Kennedy, Amerikaans politicus (overleden 2009)
- 22 - Piper Laurie, Amerikaans actrice (overleden 2023)
- 22 - Gerard Nijenhuis, Nederlands schrijver en dichter (overleden 2023)
- 24 - Rients Gratama, Nederlands kleinkunstenaar en acteur (overleden 2017)
- 24 - Henri Nouwen, Nederlands priester en schrijver (overleden 1996)
- 26 - Stanislas Deriemaeker, Belgisch organist en componist (overleden 2024)
- 26 - Jan de Rooij, Nederlands bokser (overleden 2008)
- 28 - Parry O'Brien, Amerikaans atleet (overleden 2007)
- 29 - Tommy Taylor, Engels voetballer (overleden 1958)
- 31 - Ralph Gubbins, Engels voetballer (overleden 2011)
- 31 - Rick Hall, Amerikaans muziekproducent (overleden 2018)
- 31 - Leon Wecke, Nederlands polemoloog (overleden 2015)

### februari
- 1 - Cees van Dongen, Nederlands motorcoureur (overleden 2011)
- 1 - Vanja Drach, Kroatisch acteur (overleden 2009)
- 2 - Karl-Heinrich Trageser, Duits politicus (overleden 2009)
- 4 - Jacques Tonnaer, Nederlands politicus en burgemeester (overleden 2019)
- 5 - Cesare Maldini, Italiaans voetballer en voetbalcoach (overleden 2016)
- 7 - Miguel Cinches, Filipijns bisschop (overleden 2010)
- 7 - Alfred Worden, Amerikaans astronaut (overleden 2020)
- 8 - Horst Eckel, Duits voetballer (overleden 2021)
- 8 - John Williams, Amerikaans componist van filmmuziek
- 13 - Barbara Shelley, Brits actrice (overleden 2021)
- 14 - József Csermák, Hongaars atleet (overleden 2001)
- 18 - Miloš Forman, Tsjechisch-Amerikaans filmregisseur (overleden 2018)
- 22 - Edward Kennedy, Amerikaans politicus (overleden 2009)
- 23 - Majel Barrett, Amerikaans actrice (overleden 2008)
- 24 - Michel Legrand, Frans musicalcomponist, dirigent, pianist en arrangeur (overleden 2019)
- 24 - John Vernon, Canadees acteur (overleden 2005)
- 25 - Roger Deweer, Belgisch atleet (overleden 2017)
- 26 - Don Burgers, Nederlands politicus (overleden 2006)
- 26 - Johnny Cash, Amerikaans countryzanger (overleden 2003)
- 27 - Roger Boutry, Frans componist, muziekpedagoog en dirigent (overleden 2019)
- 27 - Elizabeth Taylor, Amerikaans actrice (overleden 2011)
- 29 - Masten Gregory, Amerikaans autocoureur (overleden 1985)
- 29 - Co de Kloet, Nederlands radiopresentator en schrijver (overleden 2020)

### maart
- 2 - Enzo Cavazzoni, Italiaans waterpolospeler (overleden 2012)
- 4 - Ryszard Kapuściński, Pools journalist, schrijver en dichter (overleden 2007)
- 4 - Miriam Makeba, Zuid-Afrikaans zangeres (overleden 2008)
- 4 - Hessel Rienks, Nederlands politicus (overleden 2014)
- 6 - Bronisław Geremek, Pools politicus (overleden 2008)
- 6 - Frank Govers, Nederlands couturier (overleden 1997)
- 9 - Heere Heeresma, Nederlands schrijver (overleden 2011)
- 10 - Loek Kessels, Nederlands schrijfster en journaliste ("Lieve Mona") (overleden 2019)
- 10 - Pim Sierks, Nederlands vliegenier (overleden 2024)
- 11 - Leroy Jenkins, Amerikaans componist en freejazz-violist (overleden 2007)
- 11 - Nigel Lawson, Brits journalist en conservatief politicus (overleden 2023)
- 12 - Jef Turf, Belgisch kernfysicus en communist (overleden 2022)
- 12 - Andrew Young, Amerikaans politicus, diplomaat en dominee
- 13 - Jack Tjon Tjin Joe, Surinaams politicus en chirurg (overleden 2002)
- 15 - Alan Bean, Amerikaans astronaut (overleden 2018)
- 15 - Arif Mardin, Turks-Amerikaans muziekproducent (overleden 2006)
- 16 - Walter Cunningham, Amerikaans astronaut (overleden 2023)
- 18 - John Updike, Amerikaans schrijver (overleden 2009)
- 21 - Masaru Imada, Japans jazzpianist en -componist (overleden 2025)
- 22 - Els Borst, Nederlands politica (overleden 2014)
- 23 - Bernhard van Haersma Buma, Nederlands burgemeester (overleden 2020)
- 23 - Steve Mokone, Zuid-Afrikaans voetballer (overleden 2015)
- 23 - Henk Visser, Nederlands atleet (overleden 2015)
- 24 - Lodewijk van den Berg, Nederlands-Amerikaans ruimtevaarder en chemisch ingenieur (overleden 2022)
- 24 - Christian Godard, Frans striptekenaar (overleden 2024)
- 24 - Albert van den Heuvel, Nederlands theoloog en omroepbestuurder
- 24 - Arnold Willems, Belgisch acteur (overleden 2022)
- 25 - Peter Butler, Brits golfer (overleden 2022)
- 27 - Sigfrid Gràcia, Spaans voetballer (overleden 2005)
- 29 - Gerben Abma, Nederlands historicus en schrijver (overleden 2016)
- 31 - Silvio Cesare Bonicelli, Italiaans bisschop (overleden 2009)

### april
- 1 - Avril Elgar, Brits actrice (overleden 2021)
- 1 - Debbie Reynolds, Amerikaans actrice (overleden 2016)
- 2 - Siegfried Rauch, Duits acteur (overleden 2018)
- 3 - Joop Postma, Nederlands bestuurder (overleden 2014)
- 4 - Anthony Perkins, Amerikaans acteur (overleden 1992)
- 4 - Andrej Tarkovski, Russisch filmregisseur (overleden 1986)
- 7 - Jacques Vandersichel, Belgisch televisiejournalist (overleden 2012)
- 8 - József Antall, Hongaars intellectueel en politicus (overleden 1993)
- 8 - Jean-Paul Rappeneau, Frans filmregisseur en scenarioschrijver
- 10 - Delphine Seyrig, Frans actrice (overleden 1990)
- 10 - Juan Vairo, Argentijns voetballer
- 10 - Omar Sharif, Egyptisch filmacteur en bridgespeler (overleden 2015)
- 11 - Bienvenido Lumbera, Filipijns schrijver, dichter en criticus (overleden 2021)
- 11 - Bob Wilkins, Amerikaans presentator en acteur (overleden 2009)
- 14 - Loretta Lynn, Amerikaanse countryzangeres (overleden 2022)
- 15 - Roel Wiersma, Nederlands voetballer (overleden 1995)
- 16 - Henk Schouten, Nederlands voetballer (overleden 2018)
- 19 - Fernando Botero, Colombiaans schilder en beeldhouwer (overleden 2023)
- 21 - Angela Mortimer, Brits tennisster
- 22 - Anthony Soter Fernandez, Maleisisch kardinaal (overleden 2020)
- 23 - Jim Fixx, Amerikaans journalist en auteur (overleden 1984)
- 24 - Theo de Boer, Nederlands filosoof (overleden 2021)
- 24 - Coen Flink, Nederlands acteur (overleden 2000)
- 25 - Hans Dercksen, Nederlands pianist (overleden 2024)
- 25 - Lia Manoliu, Roemeens atlete (overleden 1998)
- 26 - Francis Lai, Frans componist (overleden 2018)
- 26 - Michael Smith, Canadees biochemicus en Nobelprijswinnaar (overleden 2000)
- 27 - Anouk Aimée, Frans actrice (overleden 2024)
- 27 - Roelof "Pik" Botha, Zuid-Afrikaans politicus (overleden 2018)
- 30 - Otto Duintjer, Nederlands filosoof (overleden 2020)
- 30 - E. Duke Vincent, Amerikaans televisieproducent (overleden 2024)

### mei
- 5 - Rolph Gonsalves, Nederlands procureur-generaal (overleden 2002)
- 5 - Bob Said, Amerikaans autocoureur (overleden 2002)
- 5 - Luigi Taramazzo, Italiaans autocoureur (overleden 2004)
- 6 - Antal Bolvári, Hongaars waterpolospeler (overleden 2019)
- 7 - Hans Boskamp, Nederlands acteur en voetballer (overleden 2011)
- 7 - Derek Taylor, Brits journalist, schrijver, publicist en muziekproducent (overleden 1997)
- 8 - Yvonne Delcour (Yvonne Verschueren), Belgisch actrice (overleden 2024)
- 8 - Edouard Vandezande, Belgisch atleet
- 9 - Jan van Toorn, Nederlands grafisch ontwerper (overleden 2020)
- 12 - Ingo Maurer, Duits industrieel ontwerper en uitvinder (overleden 2019)
- 12 - Mesulame Rakuro, Fijisch atleet (overleden 1969)
- 14 - Richard J. Bernstein, Amerikaans filosoof (overleden 2022)
- 14 - Richard Estes, Amerikaans schilder, fotograaf en graficus
- 16 - Redd Holt, Amerikaans jazzdrummer en orkestleider (overleden 2023)
- 20 - Rong Wongsawan, Thais schrijver (overleden 2009)
- 21 - Inese Jaunzeme, Sovjet-Russisch/Lets atlete (overleden 2011)
- 21 - Jean Stablinski, Frans-Pools wielrenner (overleden 2007)
- 25 - K.C. Jones, Amerikaans basketballer en coach (overleden 2020)
- 26 - Frank Beyer, (Oost-)Duits filmregisseur (overleden 2006)
- 26 - Vera Chirwa, Malawisch advocate, politica en mensenrechtenverdedigster
- 26 - Ramón Hoyos, Colombiaans wielrenner (overleden 2014)
- 26 - Piet Noordijk, Nederlands saxofonist (overleden 2011)
- 27 - José Varacka, Argentijns voetballer (overleden 2018)
- 28 - Henning Christiansen, Deens kunstenaar (overleden 2008)
- 29 - Marilyn Borden, Amerikaans actrice en zangeres (overleden 2009)
- 30 - Jose Melo, Filipijns jurist (overleden 2020)

### juni
- 1 - Philo Bregstein, Nederlands schrijver en filmmaker
- 1 - Jim Janssen van Raaij, Nederlands politicus en advocaat (overleden 2010)
- 4 - Jan Nico Scholten, Nederlands politicus
- 5 - Ton Hasebos, Nederlands tekstschrijver en televisieregisseur (overleden 1992)
- 5 - Gaston Mercier, Frans roeier (overleden 1974)
- 6 - Jan Adriaensens, Belgisch wielrenner (overleden 2018)
- 6 - Federico Aguilar Alcuaz, Filipijns kunstschilder (overleden 2011)
- 6 - Mels de Jong, Nederlands psycholoog, publicist en vertaler (overleden 2018)
- 6 - Arie J. Keijzer, Nederlands organist en componist (overleden 2023)
- 6 - Fred Lebow, Roemeens-Amerikaans atleet (overleden 1994)
- 6 - David Scott, Amerikaans astronaut
- 9 - Marko Fondse, Nederlands dichter en vertaler (overleden 1999)
- 11 - Athol Fugard, Zuid-Afrikaans schrijver (overleden 2025)
- 12 - Mamo Wolde, Ethiopisch atleet (overleden 2002)
- 14 - Joe Arpaio, Amerikaans sheriff van Maricopa County, Arizona
- 14 - Henri Schwery, Zwitsers kardinaal (overleden 2021)
- 15 - Mario Cuomo, Amerikaans democratisch politicus (overleden 2015)
- 15 - Asnoldo Devonish, Venezolaans atleet (overleden 1997)
- 15 - Huib van Walsum, Nederlands burgemeester
- 16 - Alla Osipenko, Russisch balletdanseres (overleden 2025)
- 17 - Enrico Benzing, Italiaans ingenieur en journalist
- 18 - Rink van der Velde, Fries schrijver en journalist (overleden 2001)
- 19 - Pier Angeli, Italiaans actrice (overleden 1971)
- 19 - Jan Brandwijk, Nederlands organist (overleden 2017)
- 19 - Wil Lust, Nederlands atlete
- 19 - Marisa Pavan, Italiaans actrice (overleden 2023)
- 21 - Lalo Schifrin, Argentijns componist, dirigent en pianist (overleden 2025)
- 21 - Leonid Spirin, Sovjet-Russisch atleet (overleden 1982)
- 21 - Jaap Vegter, Nederlands striptekenaar en schrijver (overleden 2003)
- 22 - Soraya Esfandiary Bakhtiari, koningin van Perzië (overleden 2001)
- 22 - Amrish Puri, Indiaas filmacteur (overleden 2005)
- 22 - Prunella Scales, Brits actrice
- 24 - Michail Ogonkov, Sovjet voetballer (overleden 1979)
- 24 - Wim van Rooij, Nederlands acteur, stemacteur en regisseur (overleden 2017)
- 25 - Peter Blake, Engels kunstenaar
- 25 - Tim Parnell, Brits autocoureur (overleden 2017)
- 25 - George Sluizer, Nederlands filmregisseur en -producent (overleden 2014)
- 26 - Mel Mathay, Filipijns bestuurder en politicus (overleden 2013)
- 28 - Pat Morita, acteur (Mister Miyagi) (overleden 2005)
- 29 - Cees Groot, Nederlands voetballer (overleden 1988)
- 30 - Cornelis van Bree, Nederlands taalkundige (overleden 2025)

### juli
- 1 - Adam Harasiewicz, Pools pianist
- 2 - Waldemar Matuška, Tsjechisch schlagerzanger (overleden 2009)
- 2 - Virry de Vries Robles, Nederlands Holocaustoverlevende (overleden 2022)
- 4 - Aureel Vandendriessche, Belgisch atleet (overleden 2023)
- 4 - Catalijn Claes, Nederlands schrijfster
- 6 - Herman Hertzberger, Nederlands architect
- 8 - Joaquin Bernas, Filipijns jezuïet en politiek adviseur (overleden 2021)
- 9 - Donald Rumsfeld, Amerikaans minister van Defensie (overleden 2021)
- 10 - Wim Mook, Nederlands natuurkundige (overleden 2016)
- 11 - Marjan Berk, Nederlands schrijfster en actrice
- 11 - Hans van Manen, Nederlands choreograaf
- 11 - Gerrit Voges, Nederlands voetballer (overleden 2007)
- 12 - Otis Davis, Amerikaans atleet (overleden 2024)
- 12 - Eddy Wally, Belgisch zanger (overleden 2016)
- 13 - Per Nørgård, Deens componist (overleden 2025)
- 14 - Jan Derksen, Nederlands operazanger, bariton (overleden 2004)
- 14 - Del Reeves, Amerikaans countryzanger en komiek (overleden 2007)
- 15 - Willie Cobbs, Amerikaans blueszanger (overleden 2021)
- 15 - Roger Dillemans, Belgisch jurist en universiteitsbestuurder
- 16 - Oleg Protopopov, Russisch kunstschaatser (overleden 2023)
- 17 - Wojciech Kilar, Pools componist (overleden 2013)
- 17 - Quino (Joaquín Salvador Lavado), Argentijns cartoonist en striptekenaar (overleden 2020)
- 19 - Robert Jasper Grootveld, Nederlands anti-rook magiër en kunstenaar (overleden 2009)
- 20 - Hielke Nauta, Nederlands burgemeester (overleden 2020)
- 20 - Nam June Paik, (Zuid-)Koreaans-Amerikaans kunstenaar (overleden 2006)
- 22 - Coy Koopal, Nederlands voetballer (overleden 2003)
- 22 - Óscar de la Renta, Dominicaans modeontwerper (overleden 2014)
- 22 - Tom Robbins, Amerikaans schrijver (overleden 2025)
- 24 - Bram van Erkel, Nederlands (tv-)regisseur
- 26 - Jan Bremer, geograaf, historicus, docent en publicist (overleden 2023)
- 26 - Zvonimir Janko, Kroatisch wiskundige (overleden 2022)
- 26 - Susy Vaterlaus, Zwitsers zwemster
- 27 - Forest Able, Amerikaans basketballer
- 27 - Aleidis Dierick, Belgisch dichteres (overleden 2022)
- 28 - Herman Candries, Belgisch politicus (overleden 2025)
- 29 - Mart Gevers, Belgisch actrice (overleden 2000)
- 29 - Mike Hodges, Brits scenarioschrijver en regisseur (overleden 2022)
- 29 - Jan Notermans, Nederlands voetballer en voetbalcoach (overleden 2017)
- 29 - Luigi Snozzi, Zwitsers architect (overleden 2020)
- 31 - Cees Dam, Nederlands architect

### augustus
- 1 - Meir Kahane, Israëlisch rabbijn en politicus (overleden 1990)
- 1 - Tine Ruysschaert, Belgisch woordkunstenares en actrice (overleden 2023)
- 2 - Elise Boot, Nederlands rechtsgeleerde en politica (overleden 2023)
- 2 - Lamar Hunt, Amerikaans ondernemer (overleden 2006)
- 2 - Peter O'Toole, Iers acteur (overleden 2013)
- 4 - Frances E. Allen, Amerikaans informatica (overleden 2020)
- 4 - Guillermo Mordillo, Argentijns cartoonist (overleden 2019)
- 5 - Tera de Marez Oyens, Nederlands componiste (overleden 1996)
- 6 - Michael Deeley, Brits filmproducent
- 6 - Kjartan Slettemark, Noors-Zweeds kunstenaar (overleden 2008)
- 7 - Abebe Bikila, Ethiopisch atleet (overleden 1973)
- 7 - Rien Poortvliet, Nederlands schilder en tekenaar (overleden 1995)
- 8 - Zito, Braziliaans voetballer (overleden 2015)
- 10 - Alexander Goehr, Brits componist en muziekpedagoog (overleden 2024)
- 10 - Ans Hey, Nederlands beeldend kunstenares (overleden  10 - 2010)
- 10 - Ria van der Horst, Nederlands zwemster
- 12 - Julien Desseyn,  Belgisch volksvertegenwoordiger en burgemeester
- 12 - Jean Gainche, Frans wielrenner
- 12 - Hans Henrik Brydensholt, Deens jurist
- 12 - Nico Verlaan, Nederlands politicus
- 15 - Abby Dalton, Amerikaans actrice (overleden 2020)
- 17 - Marijke Bakker, Nederlands actrice (Mammaloe)
- 17 - V.S. Naipaul, Brits schrijver (overleden 2018)
- 17 - Koos Postema, Nederlands presentator
- 17 - Jean-Jacques Sempé, Frans cartoonist en stripauteur (overleden 2022)
- 18 - Luc Montagnier, Frans viroloog en Nobelprijswinnaar (overleden 2022)
- 21 - Menashe Kadishman, Israëlisch beeldhouwer, tekenaar en schilder (overleden 2015)
- 21 - Kurt Stettler, Zwitsers voetbaldoelman en voetbaltrainer (overleden 2020)
- 22 - Gerald Carr, Amerikaans ruimtevaarder (overleden 2020)
- 25 - Bunna Ebels-Hoving, Nederlands historica (overleden 2022)
- 27 - Cor Brom, Nederlands voetballer en voetbaltrainer (overleden 2008)
- 27 - Antonia Fraser, Brits schrijfster
- 27 - François Glorieux, Belgisch componist, dirigent en muziekpedagoog (overleden 2023)
- 28 - Otto van Diepen, Nederlands burgemeester (overleden 2016)
- 30 - Ben Schmitz, Nederlands omroepbestuurder (overleden 2017)

### september
- 1 - Sunny von Bülow, Amerikaans erfgename (overleden 2008)
- 1 - Lenrie Peters, Gambiaans chirurg en schrijver (overleden 2009)
- 2 - Jacques de Wit, Nederlands voetballer en voetbaltrainer (overleden 2023)
- 3 - Steve Rowland, Amerikaans muziekproducent en zanger
- 4 - Lucien De Gieter, Belgisch stripauteur
- 4 - Tonnie Hom, Nederlands zwemster (overleden 2013)
- 6 - Hiroyuki Iwaki, Japans dirigent en percussionist (overleden 2006)
- 7 - Ab van Kammen, Nederlands botanicus en viroloog (overleden 2023)
- 8 - Patsy Cline, Amerikaans country-zangeres (overleden 1963)
- 9 - Ali Doelman-Pel, Nederlands politicus (overleden 2020)
- 10 - Bo Goldman, Amerikaans scenarioschrijver (overleden 2023)
- 10 - Félix Malloum, president van Tsjaad (1975-1979) (overleden 2009)
- 13 - Mike MacDowel, Brits autocoureur (overleden 2016)
- 13 - Pedro Rubiano Sáenz, Colombiaans kardinaal (overleden 2024)
- 13 - Mike Zinzen, Belgisch jazz-saxofonist (overleden 2013)
- 14 - Corly Verlooghen, Surinaams dichter, schrijver, journalist en muziekpedagoog (overleden 2019)
- 16 - George Chakiris, Amerikaans acteur
- 18 - Hisashi Owada, Japans hoogleraar, diplomaat en rechter bij het Internationale Gerechtshof
- 18 - Nikolaj Roekavisjnikov, Russisch kosmonaut (overleden 2002)
- 19 - Ed Berg, Nederlands politicus en lid van de Raad van State (overleden 2022)
- 19 - Stefanie Zweig, Duits schrijfster en journaliste (overleden 2014)
- 20 - Edward J. Lakso, Amerikaans scenarioschrijver en componist van filmmuziek (overleden 2009)
- 22 - Ingemar Johansson, Zweeds bokser (overleden 2009)
- 23 - Víctor Jara, Chileens volkszanger en activist (overleden 1973)
- 23 - Georg Keßler, Duits voetballer en voetbaltrainer
- 24 - Joanne Greenberg (Hannah Green), Amerikaans schrijfster
- 25 - Glenn Gould, Canadees pianist en componist (overleden 1982)
- 25 - Brian Murphy, Brits acteur (overleden 2025)
- 25 - Adolfo Suárez, Spaans minister-president (overleden 2014)
- 26 - Richard Herd, Amerikaans acteur (overleden 2020)
- 26 - Manmohan Singh, Indiaas politicus en econoom (overleden 2024)
- 27 - Edward Muscare, Amerikaans entertainer (overleden 2012)
- 27 - Oliver E. Williamson, Amerikaans econoom en Nobelprijswinnaar (overleden 2020)
- 29 - Robert Benton, Amerikaans filmregisseur en scenarioschrijver (overleden 2025)
- 29 - Michel Murr, Libanees politicus en zakenman (overleden 2021)
- 30 - Shintaro Ishihara, Japans schrijver, acteur en politicus (overleden 2022)

### oktober
- 2 - Hein Driessen, Duits kunstenaar (overleden 2025)
- 3 - Henry Krtschil, Duits componist, dirigent en pianist (overleden 2020)
- 4 - Stan Dragoti, Amerikaans filmregisseur (overleden 2018)
- 7 - Jo Gijsen, Nederlands bisschop van Roermond (overleden 2013)
- 8 - Ray Reardon, Welsh snookerspeler (overleden 2024)
- 8 - Henry Wijnaendts, Nederlands topambtenaar en diplomaat
- 10 - Jaap Staal, Nederlands  schaker (overleden 2024)
- 11 - Joop Goudsblom, Nederlands socioloog (overleden 2020)
- 11 - Sergio Toppi, Italiaans illustrator, striptekenaar en cartoonist (overleden 2012)
- 11 - André Truyman, Vlaams ex-dominicaan, documentairemaker en publicist (overleden 2022)
- 13 - Piet De Pauw, Belgisch atleet (overleden 2016)
- 13 - John Griggs Thompson, Amerikaans wiskundige en Abelprijswinnaar
- 13 - Dušan Makavejev, Servisch filmregisseur (overleden 2019)
- 14 - Wolf Vostell, Duits schilder en beeldhouwer (overleden 1998)
- 15 - Hilde Van Sumere, Belgisch beeldhouwster (overleden 2013)
- 18 - Vytautas Landsbergis, Litouws musicus, schrijver en staatsman
- 19 - Dalmo, Braziliaans voetballer (overleden 2015)
- 19 - Diosdado Talamayan, Filipijns aartsbisschop
- 20 - William Christopher, Amerikaans acteur (overleden 2016)
- 20 - Michael McClure, Amerikaans dichter, toneelschrijver en essayist (overleden 2020)
- 21 - Cesare Perdisa, Italiaans autocoureur (overleden 1998)
- 24 - Stephen Covey, Amerikaans auteur (overleden 2012)
- 24 - Pierre-Gilles de Gennes, Frans fysicus (overleden 2007)
- 24 - Adrian Mitchell, Engels dichter en dramaturg (overleden 2008)
- 24 - Robert Mundell, Canadees econoom en Nobelprijswinnaar (overleden 2021)
- 25 - Harry Gregg, Noord-Iers voetbaldoelman (overleden 2020)
- 26 - Corrie de Boer, Nederlands beeldend kunstenares (overleden 2023)
- 27 - Jean-Pierre Cassel, Frans acteur (overleden 2007)
- 27 - Sylvia Plath, Amerikaans dichteres, romanschrijfster en essayiste (overleden 1963)
- 28 - Suzy Parker, Amerikaans model en actrice (overleden 2003)
- 29 - Margriet Heymans, Nederlands kinderboekenschrijfster en illustratrice (overleden 2023)
- 29 - Ted Nash, Amerikaans roeier (overleden 2021)
- 29 - Alex Soler-Roig, Spaans autocoureur
- 30 - Louis Malle, Frans regisseur (overleden 1995)
- 30 - Willem de Looper, Nederlands-Amerikaans kunstschilder (overleden 2009)
- 31 - Johan van Minnen, Nederlands journalist en tv-presentator (overleden 2016)

### november
- 2 - Jan Hinderink, Nederlands geograaf (overleden 2022)
- 4 - Ali Alatas, Indonesisch diplomaat en politicus (overleden 2008)
- 4 - Thomas Klestil, Oostenrijks diplomaat en president (overleden 2004)
- 4 - Jeltien Kraaijeveld-Wouters, Nederlands politica (overleden 2025)
- 4 - Tommy Makem, Noord-Iers-Amerikaans volkszanger, -musicus, dichter en verhalenverteller (overleden 2007)
- 5 - Salvatore Bonanno, Amerikaans maffioso, schrijver en televisieproducent (overleden 2008)
- 5 – Henk Deys, Nederlands auteur en chemicus (overleden 2023)
- 8 - Stéphane Audran, Frans actrice (overleden 2018)
- 8 - Ben Bova, Amerikaans science fictionschrijver (overleden 2020)
- 9 - Henk Heida, Nederlands atleet
- 10 - Roy Scheider, Amerikaans acteur (overleden 2008)
- 12 - Weldon Olson, Amerikaans ijshockeyer (overleden 2023)
- 13 - Olga Fikotová, Tsjecho-Slowaaks-Amerikaans atlete (overleden 2024)
- 14 - Henk Mochel, Nederlands programmamaker en presentator (overleden 2016)
- 14 - Ramon Zupko, Amerikaans componist en muziekpedagoog (overleden 2019)
- 15 - Petula Clark, Brits zangeres
- 15 - Tommy Sopwith, Brits ondernemer, autocoureur en motorbootracer (overleden 2019)
- 15 - Jerry Unser, Amerikaans autocoureur (overleden 1959)
- 20 - Paulo Valentim, Braziliaans voetballer (overleden 1984)
- 22 - Robert Vaughn, Amerikaans acteur (overleden 2016)
- 21 - Beryl Bainbridge, Engels romanschrijfster (overleden 2010)
- 23 - Renato Martino, Italiaans kardinaal (overleden 2024)
- 26 - Marten Beinema, Nederlands politicus (overleden 2008)
- 26 - Annemarie Prins, Nederlands actrice, regisseuse en schrijfster
- 26 - Louis Verbeeck, Belgisch schrijver (overleden 2017)
- 27 - Benigno Aquino jr., Filipijns senator en oppositieleider (vermoord 1983)
- 28 - Jerry Coker, Amerikaans jazzklarinetist, tenorsaxofonist, auteur en pedagoog (overleden 2024)
- 29 - Jacques Chirac, Frans premier en president (overleden 2019)
- 29 - Tonny van der Linden, Nederlands voetballer (overleden 2017)
- 30 - Alex Blignaut, Zuid-Afrikaans autocoureur (overleden 2001)
- 30 - Gérard Lauzier, Frans stripauteur (overleden 2008)

### december
- 2 - Jef Lahaye, Nederlands wielrenner (overleden 1990)
- 3 - Hans van den Bergh, Nederlands toneelcriticus en hoogleraar (overleden 2011)
- 3 - Corry Brokken, Nederlands juriste en zangeres, vertegenwoordigde Nederland drie keer op het Eurovisiesongfestival (overleden 2016)
- 3 - António Garrido, Portugees voetbalscheidsrechter (overleden 2014)
- 4 - Roh Tae-woo, Zuid-Koreaans politicus (overleden 2021)
- 5 - Little Richard, Amerikaans zanger en pianist (overleden 2020)
- 5 - Sheldon Glashow, Amerikaans natuurkundige en Nobelprijswinnaar
- 7 - Gerard van den Berg, Nederlands radio- en televisiepresentator (overleden 2009)
- 7 - Ellen Burstyn, Amerikaans actrice
- 8 - Pieter Beelaerts van Blokland, Nederlands politicus en bestuurder (overleden 2021)
- 8 - Charly Gaul, Luxemburgs wielrenner (overleden 2005)
- 8 - Claus Luthe, Duits auto-ontwerper (overleden 2008)
- 8 - Eusébio Scheid, Braziliaans kardinaal (overleden 2021)
- 10 - Dini Hobers, Nederlands atlete
- 14 - Dejandir Dalpasquale, Braziliaans politicus (overleden 2011)
- 14 - George Furth, Amerikaans acteur (overleden 2008)
- 14 - Étienne Tshisekedi, Congolees politicus (overleden 2014)
- 15 - Frans Swarttouw, Nederlands zakenman (overleden 1997)
- 15 - Roberto Zárate, Argentijns voetballer (overleden 2013)
- 16 - Quentin Blake, Engels illustrator en schrijver
- 16 - Ted Easton (Theo van Est), Nederlands jazzmusicus (overleden 1990)
- 16 - Henry Taylor, Brits autocoureur (overleden 2013)
- 18 - Johan Lennarts, Nederlands kunstenaar en schrijver (overleden 1991)
- 18 - Jef Vliers, Belgisch voetballer en voetbaltrainer (overleden 1994)
- 19 - Dick Vlottes, Nederlands striptekenaar (overleden 2022)
- 20 - John Hillerman, Brits acteur (overleden 2017)
- 20 - Carla Walschap, Belgisch schrijfster
- 21 - Cornelius Rogge, Nederlands beeldend kunstenaar (overleden 2023)
- 22 - Theo Diepenbrock, Nederlands zanger (overleden 2018)
- 22 - Han Grijzenhout, Nederlands voetbalcoach (overleden 2020)
- 22 - Richard Meredith, Amerikaans ijshockeyer (overleden 2025)
- 24 - Donald Jones, Amerikaans-Nederlands acteur, danser en zanger (overleden 2004)
- 26 - Walter Leblanc, Belgisch beeldend kunstenaar (overleden 1986)
- 28 - Nichelle Nichols, Amerikaans actrice (overleden 2022)
- 28 - Manuel Puig, Argentijns schrijver (overleden 1990)
- 29 - Walter Schröder, Duits roeier (overleden 2022)
- 29 - Inga Swenson, Amerikaans actrice (overleden 2023)

### datum onbekend
- Saar Boerlage, Nederlands politica, activiste, wetenschapster
- Colman Doyle, Iers persfotograaf
- Lotte Hellinga-Querido, Nederlands boekhistorica
- Harold Robinson, Amerikaans botanicus (overleden 2020)
- Nora Steyaert, Vlaams omroepster en televisiepresentatrice (overleden 2020)
- Wout Woltz, Nederlands journalist

## Overleden
januari
- 7 - Max Tetzner (35), Nederlands voetballer en schaatser
- 12 - Daniël Noteboom (21), Nederlands schaker
- 13 - Ernest Mangnall (66), Engels voetbalcoach
- 13 - Sophie (61), weduwe van koning Konstantijn I van Griekenland
- 24 - Paul Warburg (63), Amerikaans bankier
- 26 - William Wrigley Jr. (70), Amerikaans kauwgommagnaat

februari
- 10 - Edgar Wallace (56), Brits detectiveschrijver
- 12 - Charles Le Goffic (68), Frans schrijver
- 16 - Ferdinand Buisson (70), Frans politicus
- 16 - Gustave-Auguste Ferrié (64), Frans legerkapitein en radiopionier
- 16 - Jan Ernst Heeres (73), Nederlands historicus en politicus
- 18 - Johannes Langenaken (51), Nederlands acteur

maart
- 3 - Eugen d'Albert (67), Schots-Duits componist en pianist
- 5 - Peder Kolstad (53), Noors politicus
- 5 - Johan Thorn Prikker (63), Nederlands-Duits kunstenaar
- 6 - John Philip Sousa (77), Amerikaans componist
- 7 - Aristide Briand (69), Frans politicus
- 8 - Jan de Louter (84), Nederlands rechtsgeleerde
- 12 - Ivar Kreuger (52), Zweeds lucifermagnaat
- 14 - George Eastman (77), Amerikaans uitvinder en zakenman (Kodak)
- 14 - Friedrich August Haselwander (72), Duits uitvinder
- 23 - Willem Caland (72), Nederlands taalkundige
- 26 - Laurentius Schrijnen (70), bisschop van Roermond
- 29 - Filippo Turati (74), Italiaans socialistisch politicus
- 30 - Eduard Sievers (81), Duits taalkundige

april
- 2 - Adrianus Cornelis Antonie van Vuuren (67), Nederlands politicus
- 4 - Ottokar Czernin von und zu Chudenitz (59), Oostenrijk-Hongaars politicus en diplomaat
- 4 - Wilhelm Ostwald (78), Duits chemicus
- 15 - Mathieu Lauweriks (67), Nederlands architect
- 21 - Gustav Keller (64), Zwitsers politicus
- Datum onbekend - Friedrich Radszuweit (55/56), Duitse uitgever en homorechtenactivist

mei
- 6 - Jacques Coenraad Hartogs (51), Nederlands industrieel (Enka/AKU)
- 7 - Paul Doumer (52), president van Frankrijk
- 7 - Albert Thomas (53), Frans socialistisch politicus, voorzitter van het Internationaal Arbeidsbureau
- 14 - Wilhelm Kahl (82), Duits jurist
- 15 - Paul Baum (72), Duits kunstschilder
- 15 - Inukai Tsuyoshi (76), premier van Japan
- 24 - Jan Lodewijk Pierson (70), Nederlands predikant
- 27 - Jan Tijmens Linthorst Homan (58), Nederlands bestuurder
- 27 - Milton Jones (37), Amerikaans autocoureur

juni
- 9 - Edith Cowan, Australische activiste en eerste vrouwelijke parlementslid
- 11 - Leo Simons (69), Nederlands uitgever (Wereldbibliotheek)
- 12 - René De Clercq (54), Vlaams dichter, schrijver, tekstdichter, componist en politiek activist
- 12 - Theo Heemskerk (79), Nederlands politicus
- 16 - Frederik van Eeden (72), Nederlands schrijver
- 20 - Marshall Walter Taylor (53), Amerikaans wielrenner

juli
- 2 - Emanuel II (42), koning van Portugal
- 6 - Kenneth Grahame (73), Engels schrijver
- 7 - Tomas Mascardo (60), Filipijns revolutionair generaal
- 9 - King Camp Gillette (77), Amerikaans uitvinder van het scheermesje
- 12 - Tomáš Baťa (56), Tsjechoslowaaks schoenenfabrikant
- 18 - Marius Bauer (65), Nederlands kunstenaar
- 22 - Reginald Fessenden (65), Canadees ingenieur, uitvinder en radiopionier
- 23 - Alberto Santos-Dumont (58), Braziliaans luchtvaartpionier
- 25 - Cyriel Buysse (72), Belgisch schrijver

augustus
- 2 - Ignaz Seipel (56), Oostenrijks politicus
- 5 - Israël Querido (59), Nederlands dichter
- 15 - Alphons Franssen Herderschee (60), Nederlands ontdekkingsreiziger
- 19 - Johann Schober (57), Oostenrijks politicus
- 20 - Henri Wijnoldy Daniëls (52), Nederlands schermer
- 24 - Herman van Cappelle (74), Nederlands geoloog en museumdirecteur
- 29 - Jean Nouguès (57), Frans componist
- 30 - Willem van Rossum (77), Nederlands kardinaal

september
- 6 - Sir Gilbert Parker (69), Canadees-Brits schrijver
- 10 - Ovide Decroly (61), Belgisch pedagoog
- 11 - Cornelis Jan Koning (69), Nederlands bacterioloog
- 13 - Julius Röntgen (77), Duits pianist
- 14 - Paul Gorguloff (37), moordenaar van Paul Doumer
- 16 - Ronald Ross (75), Schots arts, pionier in de malariabestrijding
- 19 - J.J.C. Ament (68), Nederlands politicus
- 19 - Manfredi di Gravina, zittend volkenbondscommissaris voor Danzig
- 20 - Max Slevogt (63), Duits schilder
- 26 - Pierre De Geyter (83), Belgisch componist van onder meer de Internationale

oktober
- 3 - Max Wolf (69), Duits astronoom
- 10 - Jan Willem IJzerman (81), Nederlands ingenieur en politicus
- 29 - Frits Lapidoth (71), Nederlands journalist
- 30 - Baron Paul Methuen (87), Brits veldmaarschalk

november
- 4 - Salomon Reinach, Frans geschiedkundige
- 6 - Jozef van der Grinten (47), Nederlands jurist
- 9 - Rudolf Bauer (63), Hongaars atleet
- 9 - Johannes Zaaijer (56), Nederlands geneeskundige
- 15 - Dirk Witte (47), Nederlands liedjesschrijver en zanger
- 16 - Carry van Bruggen (51), Nederlands schrijfster
- 18 - Christine Marie Berkhout (39), Nederlands mycologe
- 27 - Anton van Rooy (62), Nederlands zanger
- 28 - Hubert de Blanck (76), Nederlands-Cubaanse pianist, componist en pedagoog

december
- 3 - Charles Henri Hubert Spronck (74), Nederlands geneeskundige
- 4 - Antonius Hensen (78), Nederlands kerkhistoricus
- 6 - Eugène Brieux (74), Frans toneelschrijver
- 9 - Nadezjda Alliloejewa (±31), echtgenote van Stalin
- 16 - Arvid Fagrell (44), Zweeds voetballer
- 18 - Eduard Bernstein (83), Duits politicus
- 19 - Karl Friedrich Nowak (50), Oostenrijks schrijver
- 24 - Juan Abad (60), Filipijns toneelschrijver
- 24 - Eyvind Alnæs (60), Noors componist
- 25 - Alex graaf van Lynden van Sandenburg (59), Nederlands politicus
- 27 - John Joseph Carty (71), Amerikaans elektrotechnicus en bestuurder
- 31 - Jan Cornelis Kluyver (72), Nederlands wiskundige en hoogleraar

## Weerextremen in België
- 27 januari: Luchtdruk 1048 hPa in Ukkel (hoogste waarde van de eeuw).
- januari: Geen sneeuw in Ukkel. (Zoals in 1969).
- 13 april: 11 cm sneeuw in Drossart (Baelen).
- 5 mei: Sneeuwbuien ten zuiden van Samber en Maas.
- 19 augustus: Maximumtemperatuur 36,5 °C in Ukkel.
- augustus: Augustus met hoogste gemiddelde dampdruk: 18,3 hPa (normaal 15,1 hPa).
- oktober: Oktober met hoogste neerslagtotaal: 227,1 mm is dit de natste oktober van de eeuw (normaal: 70,5 mm) en de tweede natste maand ooit, na augustus 1996.
- herfst: Na 1974 herfst met hoogste neerslagtotaal: 386,7 mm (normaal 210,5 mm).
- 21 december: Maximumtemperatuur tot 12,5 °C op de Baraque Michel (Jalhay).

Bron: KMI Gegevens Ukkel 1901-2003  met aanvullingen 
← · januari · februari · maart · april · mei · juni · juli · augustus · september · oktober · november · december ·  →